# Умаров, Фахриддин Аслпулат оглы
Фахриддин Аслпулатович  Умаров (узб. Fahriddin Aslpoʻlat oʻgʻli Umarov; 1 сентября 1926 — 8 сентября 2007) — узбекский певец, композитор, поэт. Народный хофиз Республики Узбекистан (2002).

## Песни
- Онам дерман
- Эй кунгил
- Ёна-ёна келдим
- Эй мухаббат
- 18га кирмаган ким бор
- Умр утмокда
- Муминга шифо
- Фарзандим
- Илтимосга кунинг колмасин
- Жамолинг
- Халким
- Дард суранг

## Награды и звания
- Орден «За бескорыстную службу»  (24 августа 2021, посмертно) — за незабываемые заслуги в укреплении духовных основ суверенитета нашей Родины, повышении культуры народа, утверждении в обществе ценностей добра и справедливости, патриотизма и толерантности, неповторимую и яркую творческую деятельность, верность идеям национальной независимости, богатое наследие потомкам, плодотворный жизненный путь и образцовые человеческие качества, оставившие глубокий след в сердце народа[1]
- Народный хофиз Республики Узбекистан (26 августа 2002) — за весомый вклад в укрепление независимости нашей Родины, повышение международного престижа страны, рост духовности и культуры нашего народа, учитывая их всенародное признание и уважение, завоёванные своим творчеством, научной деятельностью, многолетним плодотворным трудом в области науки, образования, литературы, искусства, культуры, здравоохранения, спорта и других социальных сфер, а также за активное участие в общественной жизни[2]